# Музей ілюзій
Музей ілюзій (хорв. Muzej iluzija) — це міжнародна франшиза музеїв, в експозиціях яких представлені різні оптичні, аудіальні, когнітивні та інші ілюзії. Це найбільша мережа приватних музеїв у світі, започаткована у Загребі, Хорватія. 

## Історія
Музей ілюзій – оригінальна хорватська ідея, яка швидко переросла в глобальний проект . Бренд був створений і розроблений у Загребі як концепція освітніх розваг співвласниками Томиславом Памуковичем і Роко Живковичем . У 2023 році Блумберг Адрія (Bloomberg Adria), мультиплатформенний бренд бізнес-новин для Південно-Східної Європи, включив засновників до списку 50 найвпливовіших людей Адріатичного регіону . На створення концепції Памуковича та Живковича надихнув американський телесеріал Ігри Розуму (Brain Games) від документального телевізійного каналу National Geographic . 
Перший Музей ілюзій відкрився у 2015 році в Загребі, після чого проєкт швидко розвинувся і став популярною атракцією в кожному місті, де він відкривав свої двері . Франшиза розширила свою діяльність у багатьох містах світу, охопивши чотири континенти . Управління мережею здійснює компанія Метаморфоза (Metamorfoza) , яка з липня 2021 року належить фонду Акціонерні партнери Інвера (Invera Equity Partners)  під керівництвом Славена Кордича та Кемаля Сикирича . На чолі компанії Метаморфоза (Metamorfoza) стоїть Тео Широла, яка володіє франшизою та керує глобальною мережею Музеїв ілюзій по всьому світу . У лютому 2024 року Хорватська асоціація менеджерів і підприємців вручила Широлі премію Менеджер року за 2023 рік. Також було відзначено ще 10 керівників у різних категоріях за їхній підприємницький дух, ентузіазм, професіоналізм та дотримання етичних принципів у веденні бізнесу.  На Близькому Сході розвитком музеїв займається головний франчайзер Джонатан Купер . За останні роки підприємство виросло в найбільшу мережу приватних музеїв у світі. Також у Хорватії проходить Ніч музеїв, коли вхід до музеїв безкоштовний. 
У Хорватії за останні роки (2020-2023) відбулося значне зростання вітчизняних франшиз на 170 відсотків, включаючи Музей ілюзій, переможця премії Франшизи 2022 року. Нагороду Лідер бренду франшизи (Franchise Brand Leader Award) започаткували у 2022 році Хорватська асоціація франчайзингу-FIP та Дарко Букович, директор премії та онлайн-радіо Бізнес ФМ (Poslovni FM) .  

## Музей ілюзій у Європі
Станом на січень 2025 року, у Європі налічується 36 філіалів Музею ілюзій.

### Хорватія
Перший Музей ілюзій було відкрито у 2015 році за адресою Іліца (Ilica 72) в Загребі, Хорватія. Глобальна штаб-квартира мережі також розташована в столиці, де діяльністю франшизи керує команда експертів у сферах архітектури, будівництва та дизайну, а також соціальних професій – маркетингу, апсейлу, фінансів та менеджменту . Щорічно загребський музей відвідує понад 100 тисяч людей . 
З червня 2016 року Музей ілюзій працює у хорватському місті Задар за адресою Поляна Національного Комітету (Poljana Zemaljskog Odbora 2), у будівлі колишньої друкарні журналу Національна газета (Narodni list) . В експозиції представлено близько 70 інтерактивних інсталяцій та найбільшу колекцію голограм у Європі. Музей пропонує дидактичні ігри з логічними завданнями і головоломками, розрахованими на різні вікові групи .
Навесні 2020 року у місті Спліт було відкрито Музей ілюзій, який поєднує інтерактивні експонати з науковими поясненнями та розважальною складовою. В експозиції представлені унікальні інсталяції, зокрема кімнати ілюзій, вихрові тунелі, голограми та інші інтерактивні об'єкти, значна частина яких була виготовлена в Хорватії. Відвідувачі мають змогу випробувати дію муарових візерунків і взаємодіяти з оптичними обманами, що перевіряють сприйняття простору. Музей обладнаний сучасним смарт-магазином і смарт-ігровою кімнатою, розробленою на основі дидактичної програми Ігри дилеми (Dilemma games), затвердженої Міністерством науки та освіти Хорватії .
Німеччина
Музей ілюзій у Берліні запрацював у серпні 2018 року з понад 80 експонатами . Він знаходиться в районі Мітте на одній з найважливіших берлінських вулиць Карл-Лібкнехт-штрассе (Karl-Liebknecht-Strasse). Він має назву Іллюзеум Берлін (Illuseum Berlin) .
Філіал музею у Гамбурзі відкрився 19 жовтня 2018 року за адресою Ліліенштрасе (Lilienstraße 14-16) . Пізніше у 2024 році експозицію було розширено і зроблено редизайн . Майже 50 експонатів представлені в музеї площею близько 400 квадратних метрів.
Штутгартський Музей ілюзій було відкрито 21 серпня 2020 р. Його щороку відвідує понад 100 000 людей . Серед найцікавіших виставок — дзеркальна кімната з нескінченними відображеннями, кімната антигравітації та стіл клонів. Незважаючи на відносно невелику площу, заклад користується популярністю завдяки унікальній атмосфері. Зручний доступ забезпечує розташоване поруч паркування в торговому центрі Міланео (Milaneo). 
Чехія
Один із чеських Музеїв ілюзій був створений у Празі в 2018 році. Він знаходиться в галереї Мишак (Myšák) поблизу Вацлавської площі, в історичному центрі столиці . Це перший музей у Чехії, присвячений ілюзіям і трюк-арту . Унікальність празького філіалу полягає в експозиціях, натхненних відомими історичними постатями, зокрема Чарлі Чапліном та Альбертом Ейнштейном. Серед експонатів – 3D-анаморфні інсталяції від Патріка Прошко, металургійні картини, створені Ладіславом Вльною, та роботи британського художника Патріка Хьюза, що демонструють ефект зворотної перспективи. Крім того, тут представлені оптичні рельєфи Івани Штенцлової, тривимірні картини Зденека Данека та Яна Їровця, а також мінливі лінзові зображення канадського художника Девіда Штрауца. Відвідувачі можуть відчути ефект левітації, змінити свій зріст, випробувати власні навички у створенні малюнків світлом, перетворитися на приму-балерину, а також ознайомитися з технологіями стереоскопічної фотографії, анагліфів і фільтрації кольорів.
Італія
Один із італійських Музеїв ілюзій знаходиться в Римі між стародавньою пам’яткою Колізеєм та паломницькою церквою Санта-Марія-Маджоре. Він займає площу 465 квадратних метрів та пропонує понад 70 експонатів, що стосуються науки, фізики та психології . Музей ілюзій в Римі є 38-ю локацією мережі та представляє дві ексклюзивні пам'ятки: кімната симетрії та кімната кольорів. Основною інсталяцією римського філіалу є експонат з обличчям діалектного поета Трілусса .
Музей ілюзій у Флоренції розташований в історичній будівлі Palazzo Tornaquinci Della Stufa на вулиці Borgo Albizi, 29. Постійна експозиція музею складається з оптичних кімнат, ігор світла та дзеркал, головоломок та ілюзорних творів мистецтва, які дозволяють перевірити сприйняття реальності та роботу людського мозку. Для Флоренції, міста з багатою художньою спадщиною, де музеї традиційно орієнтовані на класичне мистецтво, відкриття такого простору стало новим досвідом .

#### Данія
У 2024 році було відкрито корпоративний філіал Музею ілюзій у Копенгагені. Він розташований на найпопулярнішій вулиці Строгет (Strøget) у самому центрі міста, простягається на 1200 квадратних метрів і пропонує понад 70 захоплюючих і дуже привабливих експонатів. Є найбільшим на сьогодні європейським Музеєм ілюзій . У рамках експозиції було представлено кілька ілюзій, створених спеціально на честь Данії, які відображають її культурну та історичну спадщину. Серед них – інсталяція, яка дозволяє відвідувачам візуально «піднятися» на історичний фасад Копенгагена, а також інтерактивна концепція, що створює традиційний датський кіоск з хот-догами .
Франція
У грудні 2019 року відкрився Музей ілюзій у Парижі. Він знаходиться у 1-му окрузі міста, в районі Шатле-ле-Аль, за адресою Сен-Дені 98. Музей пропонує відвідувачам 70 ілюзій .
Другий філіал Музею ілюзій працює в Ліоні з 2021 року. Він розташований у ліонській будівлі Grand Hôtel-Dieu .
Бельгія
Музей ілюзій розташований у Брюсселі, за адресою Wolvengracht 4. Він знаходиться у відомому районі Гран-Плас, самому серці столиці Бельгії та Європи. Простір колишнього театру «La Gaite» є сценою для унікальної виставки, заснованої на науці про оптичні ілюзії . Конференц-зал музею є місцем для корпоративних заходів, вечірок, презентацій чи будь-яких інших свят . У Брюсселі відбувся конкурс Європейська франчайзингова премія (European Franchise Award), на якому Музей ілюзій отримав срібну нагороду в категорії Міжнародний бренд. Музей представив Хорватію як переможець національного конкурсу Франшиза року та володар нагороди Лідер бренду франшизи (Franchise Brand Leader Award), яку заснували Хорватська асоціація франчайзингу та Business FM. Нагороду від імені музею отримала Тео Широла, директор хорватської компанії Метаморфоза (Metamorfoza). За її словами, це великий успіх і визнання для хорватської концепції, яка визнана в усьому світі, а також для хорватського франчайзингового сектору, який росте і завойовує ринок в останні роки . Музей ілюзій також був одним із номінантів у категорії «Найкраща європейська франшиза», що стало першим випадком, коли одна франшиза була номінована у двох категоріях на цьому відомому конкурсі.
Грузія
Музей ілюзій у Тбілісі був відкритий у 2019 році за адресою вулиця Бетлемі 10. Розташований у самому серці Старого Тбілісі, музей є інноваційною туристичною пам'яткою і демонструє понад 70 експонатів .
Греція
Музей ілюзій в Афінах був заснований у вересні 2018 року. Він знаходиться у самому серці столиці, в центральному районі Монастиракі за адресою Ermou 119. Афінська філія розташована в двоповерховій будівлі площею 500 квадратних метрів, яка містить понад 60 оптичних ілюзій у 15 кімнатах .
Австрія
Віденський Музей ілюзій був відкритий у 2017 році на Вальнерштрассе 4, і зараз демонструє понад 70 експонатів. Це четвертий філіал франшизи. Віденський партнер і менеджер – архітектор Лана Розік .
Інші філії франшизи у Європі розташовані в Марселі , Бордо, Ліллі (Франція), Салоніках (Греція), Копенгагені (Данія), Манчестері (Велика Британія), Мадриді , Барселоні, Валенсії, Севільї (Іспанія), Маастрихті (Нідерланди), Вільнюсі (Литва), Будапешті (Угорщина), Вроцлаві , Кракові (Польща), Мілані , Палермо (Італія), Белграді  (Сербія), Стамбулі (Туреччина), Любляні (Словенія) та Софії (Болгарія).
Європейські філіали очікують відкриття у Амстердамі (Нідерланди), Дубліні (Ірландія), Дюссельдорфі (Німеччина), Дубровнику (Хорватія), Женеві (Швейцарія), Лісабоні (Португалія), Лондоні (Англія), Неаполі (Італія) та Валлетті (Мальта).

## Музей ілюзій в Азії
Станом на січень 2025 року, у Азії налічується 8 філіалів мережі Музею ілюзій. 
Китай
16 липня 2019 року був відкритий перший у Китаї Музей ілюзій . Він знаходиться на набережній Бунд у центрі Шанхая за адресою Дорога Цзюцзян (Jiujiang Road) 168 в районі Мінхан. Музей відкрився через три місяці після підписання угоди між Музеєм ілюзій та їхнім китайським партнером, давнім популяризатором хорватсько-китайської торгівлі, Кайджа Юа (Caija Yua). Угоду було підписано на саміті у Дубровнику. Шанхайський музей є 16-м Музеєм ілюзій і 14-м, відкритим на міжнародному рівні . Також це найбільший з 20 музеїв у світі . Більшість з них розроблено архітектором Юраєм Кралем, тоді як графічний дизайнер Драган Вейновіч відповідає за візуальну концепцію музею.
Катар
Катарський Музей ілюзій відкрився у вересні 2019 року у місті Доха. Він розташований у серці Вест Бей у торговому центрі Гейт Мол (The Gate Mall). Описи окремих експонатів, яких у музеї в Катарі всього налічується 70, можна читати шрифтом Брайля, щоб підтримати інтеграцію людей з обмеженими можливостями . Це єдиний Музей ілюзій, який має даний шрифт .
Оман
Оманський Музей ілюзій відкрився у 2017 році в Маскаті в Маскат Гранд Мол (Muscat Grand Mall), представляючи понад 70 експонатів. Офіційне відкриття відбулось у зв’язку зі святкуванням 47-го національного дня країни. Музей був привезений компанією Глобальний розвиток та інвестиції (Global Development and Investment LLC). Директором оманського філіалу виступає підприємець Аль Муатар Аль Вахаібі. Оманський Музей ілюзій є першим в регіоні такого формату з понад 70 експонатами та має найбільшу колекцію голограм, стереограм і оптичних ілюзій на всьому Близькому Сході .
Об'єднані Арабські Емірати
Музей ілюзій у Дубаї був відкритий у вересні 2018 року в районі Аль-Сіф . Дубайський філіал належить Мохаммеду Аль-Вахаїбі та є найбільшим у портфоліо бренду з дев’ятьма закладами. Гості зможуть насолодитися більш ніж 80 ілюзіями, які нагадують учасникам, наскільки цікавими можуть бути математика, психологія, природничі науки та біологія.
Інші філії франшизи розташовані в Куала-Лумпурі (Малайзія), Тайчжуні (Тайвань), Тель-Авіві (Ізраїль) та Нью-Делі (Індія).
Азійські філіали очікують відкриття у Марракеші (Марокко), Джакарті (Індонезія) та Сінгапурі.

## Музей ілюзій в Африці
Африканські філіали франшизи знаходяться у Південно-Африканській Республіці у містах Йоганнесбург і Найробі, та у Каїрі, столиці Єгипту.
Єгипетський Музей ілюзій розташований на Алеї Шейха Заїда в Західному Каїрі. Одна із найпопулярніших виставок — Кімната Еймса, яка спотворює простір за допомогою оптичних ілюзій, змінюючи розмір предметів і людей залежно від їхнього місцезнаходження .
24 січня 2025 року Музей ілюзій почав свою роботу в місті Найробі. Нова туристична та культурна пам’ятка Кенії була запущена Ребеккою Міано, секретарем Кабінету Міністрів з питань туризму . Музей знаходиться за декілька хвилин ходьби від Національного музею Кенії і розташований на першому поверсі Лакскон Корт (Laxcon Court). Він є першим в регіоні Східної Африки і третім в Африці.
Інші філіали очікують відкриття у Кейптауні (ПАР) та Марракеші (Марокко).

## Музей ілюзій у Північній Америці
Станом на січень 2025 рік, у Північній Америці налічується 26 філіалів Музею ілюзій .
Найбільший Музей ілюзій в світі відкрився 30 серпня 2023 року в Лас-Вегасі, США , про що повідомила хорватська компанія Метаморфоза (Metamorfoza) . Музей займає понад 1400 квадратних метрів і пропонує відвідувачам більш ніж 80 ілюзій та музейних експонатів, розроблених у Хорватії для всієї мережі музеїв. Серед них кілька інсталяцій, яких раніше не було, наприклад, ігровий автомат Нескінченність (Infinity), Циліндр (Cilindro), який грає з відображеннями, або Диво (Wonder),  який підкреслює рух і які вперше були представлені в Лас-Вегасі .
У 2018 році Музей ілюзій відкрився в історичній будівлі старого банку на Мангеттені, Нью-Йорк. Музей налічує понад 70 експонатів, що базуються на науці, математиці, біології та психології. Експозиція включає ілюзіоністичні кімнати, оптичні ілюзії та ігрову кімнату з дидактичними іграми та головоломками . Музей займає близько 418 квадратних метрів на двох поверхах. Через кілька днів після відкриття Музею ілюзій у Нью-Йорку одним із відвідувачів став відомий актор Брюс Вілліс .
Музей ілюзій у Філадельфії був відкритий у 2022 році . Він займає приміщення в тій же будівлі, що й Центр відкриття віри та свободи за адресою Маркет стріт (Market street 401). Простір площею 465 квадратних метрів включає понад 60 експонатів, зокрема унікальні елементи, пов’язані з філадельфійською тематикою, як-от фреска Бенджаміна Франкліна та кафе, оформлене постерами культових фільмів . За проєктом стоїть успішна бізнес-леді Майя Ателєвич Буджевац, колишній директор з маркетингу Новини НД (ND Vijesti) . 
Музей ілюзій у Сіетлі , який відкрився на розі П’ятої авеню та Юніон-стріт був першим на Західному узбережжі США. Музей пропонує відвідувачам понад 60 експонатів, включаючи унікальні інсталяції, створені спеціально для Сіетла, як-от Вихровий тунель і Перевернута кімната. Музей доступний для осіб з обмеженими можливостями і має сувенірний магазин, де можна придбати різноманітні тематичні товари.
Інші філії франшизи розташовані в Атланті , Бостоні , Вашингтоні , Далласі, Денвері , Канзас-Сіті , Клівленді, Орландо , Остіні , Піттсбурзі ,Сент-Луїсі, Скоттсдейлі , Х'юстоні , Шарлотті , Чикаго, Блумінгтоні, Монреалі , Сан-Дієго, Торонто .
Північно-американські філіали очікують відкриття у Мехіко (Мексика), Нашвіллі, Санта-Моніці і Сан-Дієго (США).